# Carmen (1983.)
Carmen je španjolski film iz 1983. godine, adaptacija Bizetove opere "Carmen". Režiju je potpisao Carlos Saura.

## Radnja
Antonio je španjolski koreograf, koji priprema Bizetovu poznatu operu "Carmen" za premijeru. Opsjednut je pronalaženjem idealne glumačke postave. Poslije dugog traženja, pronalazi mladu temperamentnu Carmen, u koju se zaljubljuje. Njegova se ljubav oslikava kroz ljubomoru i mržnju te na taj način biva uništena. Carmen je srcolomka koja se ne zadovoljava samo s jednim čovjekom. Pored supruga, koji je u zatvoru, Carmen ima i dvije veze, jednu od njih s Antoniom. Sukobi nisu izraženi kroz dijaloge, već kroz ples. U Antonijevoj svakodnevnici miješaju se sve više kazališne scene i životna realnost.

## Usporedba filma i opere
Film ima dosta sličnosti s istoimenom operom. Radnja filma temelji se na istoimenom romanu Prospera Mériméea, po kojemu je Bizet stvorio svoju operu: Glavni glumac zaljubljuje se u lijepu Carmen, koja s njim flertuje i kasnije ga napušta. Česte su scene u kojima glumci nisu sigurni pripadaju li kazališnom djelu koje pripremaju ili realnosti. Glumci se mogu poistovjetiti s glavnim protagonistima opere – Carmen, Don Joséom i toreadorom Escamillom.

## Glumačka postava
- Antonio Gades kao Antonio
- Laura del Sol kao Carmen
- Paco de Lucía kao Paco
- Marisol kao Flores
- Cristina Hoyos kao Cristina
- Juan Antonio Jiménez kao Juan
- José Yepes kao Pepe Girón
- Sebastián Moreno kao Escamillo

## Nagrade i nominacije
Oscar
- Najbolji strani film 1983. (nominiran)

Nagrada César
- Najbolji strani film 1984. (nominiran)

Zlatni globus
- Najbolji strani film 1983. (nominiran)

Cannes
- Najbolji umjetnički doprinos 1983. (dobitnik)

## Vanjske poveznice
- Cinema of the World: Carlos Saura – Carmen (1983) (engl.)
- Carmen u internetskoj bazi filmova IMDb-a